# اللغات النيلية الغربية
اللغات النيلية الغربية هي واحدة من الفروع الرئيسية الثلاثة للغات النيلية، إلى جانب اللغات النيلية الشرقية واللغات النيلية الجنوبية؛ أنفسهم ينتمون إلى الفصيلة الفرعية لشرق السودان من نيلو الصحراء. يتم التحدث عن حوالي 22 لغة (تقديرات إس آي إل الدولية ) الغربية النيلية في منطقة تتراوح من جنوب غرب إثيوبيا وجنوب السودان عبر شمال شرق جمهورية الكونغو الديمقراطية وشمال أوغندا إلى جنوب غرب كينيا (مع واحدة من لغات لوه تمتد إلى شمال تنزانيا ).

## العائلات
اللغات النيلية الغربية هي لغات نيلية، والتي هي نفسها جزء من فصائل كير ابيان وشرق السودان من عائلة اللغات النيلية-الصحراوية الأكبر بكثير.

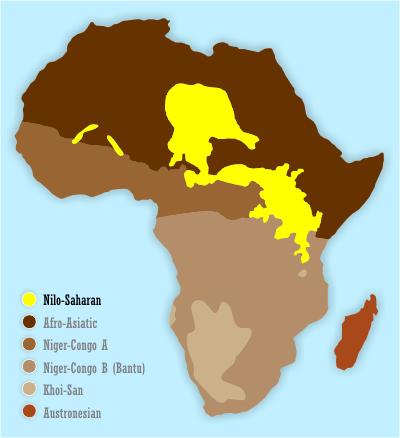
اللغات النيلية-الصحراوية الأكبر بكثير، والتي تشكل اللغة الغربية النيلية جزءًا منها.

## التقسيمات الفرعية
تنقسم اللغات النيلية الغربية إلى مجموعتين رئيسيتين: دينكا نوير و لوه. لغات لوه هي اللغات التي يتحدث بها شعوب لوه.وتشمل ولكن لا تقتصر تماما، الشلك، Luwo، ثوري، البلاندا بور، بيرون، باري، الأنواك، و جنوب لوه.على الرغم من أن معظمها يجري النظر في اللغة الغربية النيلية وجزء من مجموعة لغوية لوه، و لغات بيرون يعتقد من قبل لغوي روجر بلينتش كمجموعة رابعة فرعية من اللغات النيلية. لغات الدينكا - النوير هي الأكبر من المجموعتين الفرعيتين ويتم التحدث بها بشكل أساسي في جنوب السودان.تتضمن هذه اللغات لغة الدينكا، والنوير، وأتوت. من المعتقد الشائع أيضًا بين اللغويين أن بورون هي مجموعة فرعية ثالثة من النيليين الغربيين.
- دينكا - نوير ( نوير - ريل (أتوت)، دينكا أو ثونغجانغ )
- لوه ( الشلك، Luwo (جور)، ثوري، البلاندا بور، Burun (شمال وجنوب)، باري، الأنواك، جنوب لوه )